# Pisidium
Pisidium is een geslacht van tweekleppigen uit de familie van de Sphaeriidae. De soorten van dit geslacht zijn zeer klein en komen voor in zoet water. In het Nederlands worden de tot dit geslacht behorende soorten vaak aangeduid als erwtenmossel.

## Soorten
Bestaande soorten binnen het geslacht Pisidium zijn onder meer:
- Pisidium amnicum (O.F. Müller, 1774) (Riviererwtenmossel)
- Pisidium clessini Neumayr, 1875  †
- Pisidium hibernicum Westerlund, 1894 (Gladde erwtenmossel)
- Pisidium milium Held, 1836 (Hoekige erwtenmossel)
- Pisidium nitidum Jenyns, 1832 (Glanzende erwtenmossel)
- Pisidium obtusale (Lamarck, 1818) (Stompe erwtenmossel)
- Pisidium personatum Malm, 1855 (Gemaskerde erwtenmossel)
- Pisidium pseudosphaerium J. Favre, 1927 (Sphaeriumvormige erwtenmossel)
- Pisidium supinum Schmidt, 1850 (Driehoekige erwtenmossel)

Niet geaccepteerde soorten:
- Pisidium annandalei Prashad, 1925 → Odhneripisidium annandalei (Prashad, 1925)
- Pisidium casertanum (Poli, 1791) → Euglesa casertana (Poli, 1791) (Doffe erwtenmossel)
- Pisidium fultoni Kuiper, 1983 → Euglesa fultoni (Kuiper, 1983)
- Pisidium henslowanum (Sheppard, 1825) → Euglesa henslowana (Sheppard, 1825) (geplooide erwtenmossel)
- Pisidium moitessierianum Paladilhe, 1866 → Odhneripisidium moitessierianum (Paladilhe, 1866) (Dwergerwtenmossel)
- Pisidium subtruncatum Malm, 1855 → Euglesa subtruncata (Malm, 1855) (Scheve erwtenmossel)
- Pisidium conventus Clessin, 1877 → Euglesa conventus (Clessin, 1887)
- Pisidium edlaueri Kuiper, 1960 → Euglesa edlaueri (Kuiper, 1960)
- Pisidium hinzi Kuiper, 1975 → Euglesa hinzi (Kuiper, 1975)
- Pisidium lilljeborgii Clessin, 1886 → Euglesa lilljeborgii (Clessin in Esmark & Hoyer, 1886)
- Pisidium maasseni Kuiper, 1987 → Euglesa maasseni (Kuiper, 1987)
- Pisidium pulchellum Jenyns, 1832 → Euglesa pulchella (Jenyns, 1832) (Fraaie erwtenmossel)
- Pisidium tenuilineatum Stelfox, 1918 → Odhneripisidium tenuilineatum (Stelfox, 1918) (Fijngestreepte erwtenmossel)
- Pisidium waldeni Kuiper, 1975 → Euglesa waldeni (Kuiper, 1975)